# ریپ تیلور
ریپ تیلور (انگلیسی: Rip Taylor؛ زادهٔ ۱۳ ژانویهٔ ۱۹۳۱ – درگذشتهٔ ۶ اکتبر ۲۰۱۹) هنرپیشه اهل ایالات متحده آمریکا بود.
از فیلم‌هایی که وی در آن نقش داشته است، می‌توان به پیشنهاد بی‌شرمانه، سکوت ژامبون‌ها و ماجراهای اردک: چراغ جادو اشاره کرد.